# Bladåkers landskommun
Bladåkers landskommun var en tidigare kommun i Stockholms län.

## Administrativ historik
Den inrättades i Bladåkers socken i Närdinghundra härad när 1862 års kommunalförordningar trädde i kraft.
Vid kommunreformen 1952 gick den upp i Knutby landskommun.
1971 upplöstes Knutby kommun, varvid denna del fördes till Uppsala kommun och också överfördes till Uppsala län.

## Politik

### Mandatfördelning i Bladåkers landskommun 1938-1946
| 11 | 3 | 6 |

| 20 |

| 12 | 8 |

| 20 |

| 13 | 7 |

| 20 |